# Otel·lo (pel·lícula de 1955)
Otel·lo (en ciríl·lic: Отелло, Otello) és una pel·lícula soviètica de 1955 de gènere tràgic dirigida per Serguei Iutkevitx basada en la tragèdia homònima de William Shakespeare.

## Argument
Otel·lo (Serguei Bondartxuk), un moro sense por i general de la República de Venècia, explica a Brabantio (Evgeni Teterin) i a la seva filla Desdèmona (Irina Skobtseva) la història de la seva vida. El seu sorprenent destí, així com la seva intrepidesa i intel·ligència captiven Desdèmona.
De nit, Otel·lo i Desdèmona es casen en secret. El noble venecià Roderigo (Evgeni Vesnik), enamorat en secret de Desdèmona, i el seu confident Iago (Andrei Popov), que odia cegament a Otel·lo, comuniquen a Brabantio que la seva filla ha estat segrestada pel moro. El pare, ofès, exigeix venjança, però Desdèmona, honesta i audaç, confessa davant de tothom que Otel·lo ha esdevingut el seu marit.
Venècia es veu amenaçada per la flota turca. En nom del Senat, Otel·lo és enviat a Xipre a lluitar contra l'enemic, que és derrotat.
Iago, que vol ocupar el lloc del tinent Cassio (Vladimir Soxalski), un protegit i confident d'Otel·lo, comença a teixir tota una intriga, involucrant-hi a moltes persones innocents, per tal de fer caure a Cassio. El dia de la celebració de la victòria sobre els turcs, Iago emborratxa a Cassio el qual, atret per la lluita, s'involucra en un duel, ferint greument el seu oponent. En assabentar-se de l'incident, Otel·lo acomiada a Cassio del servei i Iago es guanya la confiança d'Otel·lo, atret per la seva aparent honestedat i abnegació. Desesperat, Cassio, seguint el consell d'en Iago, recorre a Desdèmona per demanar-li ajuda per tal de recuperar el seu lloc. Desdèmona li promet que obtindrà el perdó d'Otel·lo. Però Iago adverteix a Otel·lo sobre la persistència de la seva dona per protegir a Cassio, infundint-li sospites i ansietat, i encenent poc a poc la gelosia d'Otel·lo.
L'astúcia d'en Iago és incommensurable. Aprofitant una baralla entre Roderigo i Cassio, fereix el tinent per l'esquena. Després, per por a ser delatat, mata a Roderigo. Sembla, així, que hagi estat Cassio el responsable de la mort de Roderigo.
Iago pren de la seva dona Emilia (Antonina Maksimova) un mocador que Desdèmona havia deixat caure accidentalment i el dona a Cassio.
Otel·lo, convençut que Desdèmona l'està enganyant amb Cassio, estrangula la seva dona en un atac de gelosia. Emilia, adonant-se de la intriga forjada per Iago, convenç a Otel·lo que Desdèmona només ha estat víctima d'un traïcioner pla ordit per Iago.
En un atac de ràbia, Iago apunyala l'Emilia amb una espasa per les seves "mentides", però finalment és arrestat. Otel·lo, embogit pel dolor, s'apunyala amb una daga.
La pel·lícula conclou amb una imatge tètrica: la del vaixell funerari que transporta els cossos d'Otel·lo i Desdèmona navegant cap a la posta de sol. Iago, deshonrat i encadenat, s'haurà denfrontar a la justícia.

## Repartiment
- Serguei Bondartxuk - Otel·lo
- Andrei Popov - Iago
- Irina Skobtseva - Desdèmona
- Vladimir Soxalski - Cassio
- Evgeni Vesnik - Roderigo
- Antonina Maximova - Emilia
- Evgeni Teterin - Brabantio
- Mikhail Troianovski - Dog de Venècia
- Alexei Kelberer - Montano
- Nikolai Brilling - Lodovico
- Leila Axrafova - Bianca, la parella de Cassio

## Equip de rodatge
- Guió i direcció: Serguei Iutkevitx
- Director de fotografia: Evgeni Andrikanis
- Compositor: Aram Khatxaturian
- Director: M. Itina
- Operador de càmera: A. Akhmetova
- Enginyer de so: Boris Volski
- Artistes:
  - Decorats - Arnold Weisfeld, Valeri Dorrer, Mikhail Kariakin
  - Vestuari - Olga Krutxinina

## Festivals i premis
- El 1956, la pel·lícula va formar part de la secció en competició del Festival de Cannes, guanyant el Premi a la Millor Direcció.[1]
- IFF a Damasc - Medalla d'Or (Serguei Iutkevitx)[2]

## Vídeo
A principis de la dècada de 1990, la pel·lícula es va estrenar en format cinta de vídeo, distribuïdes per l'associació cinematogràfica "Krupni Plan". A la dècada de 2000, la pel·lícula va ser llançada en DVD per la mateixa empresa.